# Wael Shawky
Wael Shawky (arabisch وائل شوقي, DMG Wāʾil Šawqī; * 1971 in Alexandria) ist ein ägyptischer Videokünstler.

## Leben und Werk
Wael Shawky studierte Bildende Kunst an der Universität Alexandria und erlangte den Master an der University of Pennsylvania. 2010 gründete Shawky das Bildungszentrum MASS Alexandria. Er wurde 2011 mit dem Kunstpreis der Schering Stiftung ausgezeichnet.
„Seine Serie Telematch (2007–2009) bezieht sich auf eine deutsche Fernsehsendung aus den 1970er Jahren, bei der Menschen aus zwei Städten in verschiedenen Spielen antraten, wobei sie als zusätzliche Schwierigkeit in verschiedenen Kostümen steckten. Die Idee eines Kampfes zwischen zwei Lagern, dessen einziger Zweck die Belustigung einer dritten Partei ist, bildet den Ausgangspunkt für eine Reihe von Arbeiten, die komplexe Beziehungen (zwischen den Geschlechtern sowie religiöser, politischer, gesellschaftlicher und kultureller Natur) auf verschiedenen Ebenen untersuchen.“ Telematch Sadat (2007) ist ein Film aus der Serie.
Bei Cabaret Crusades handelt es sich um das Hauptwerk Shawkys. Die Trilogie besteht aus den Filmen The Horror Show File (2010), The Path to Cairo (2012) und The Secrets of Karbala (2015). Als Quelle für die Trilogie Cabaret Crusades nutzt er das Buch Der Heilige Krieg der Barbaren: die Kreuzzüge aus der Sicht der Araber von Amin Maalouf. Shawky lässt in seinen Filmen mittels handgefertigter Puppen die Ereignisse des 11. und 12. Jahrhunderts sichtbar werden. Die Marionetten sind aus Muranoglas angefertigt, sprechen arabisch, tragen üppige orientalische Kleidung, gestickte Umhänge, samtene Hüftkorsetts oder metallene Rüstungen. Schauplätze des verfilmten Puppentheaters sind unter anderem Damaskus, Mossul, Jerusalem und Aleppo.
Wael Shawkys Arbeiten sind auf zahlreichen Einzel- und Gruppenausstellungen zu sehen. Unter anderem war Shawky 2003 Teilnehmer der Biennale di Venezia, 2011 der Istanbul Biennale sowie 2012 Teilnehmer der dOCUMENTA (13).
Seit November 2024 ist er künstlerischer Direktor der Fire Station in Doha, der Hauptstadt des Emirats Katar. Dabei handelt es sich um ein Artists-in-Residence-Programm der staatlichen Museumsbehörde Qatar Museums in einer umgenutzten ehemaligen Feuerwache. Im Juli 2025 wurde Shawky als künstlerischer Leiter der Premierenausgabe der Kunstmesse Art Basel Qatar benannt, die im Februar 2026 in Doha stattfindet.